# John Fowles
John Robert Fowles (Leigh-on-Sea, 1926. március 31. – Lyme Regis, 2005. november 5.) angol regényíró, munkássága a modernizmus és a posztmodern közé helyezhető, 'melyre többek között Jean-Paul Sartre és Albert Camus is hatással volt.
Miután otthagyta az Oxfordi Egyetemet, Fowles angolt tanított egy iskolában a görögországi Szpécesz szigetén, ez a tartózkodása inspirálta a The Magus (1965) című, azonnali bestsellert, amely összhangban volt az 1960-as évek "hippi" anarchizmusával és kísérletező filozófiájával. Ezt követte A francia hadnagy szeretője (1969), egy viktoriánus korszakbeli romantikus történet posztmodern csavarral, ami a dorset-i Lyme Regisben játszódik, ahol Fowles élete nagy részét leélte. A későbbi művek közé tartozik az Ebony Tower (1974), a Daniel Martin (1977), a Mantissa (1982) és a The Maggot (1985).
Fowles könyveit számos nyelvre lefordították, némelyiket megfilmesítették.

## Élete

### Családja
Fowles az angliai Essex-beli Leigh-on-Sea-ben született Gladys May Richards és Robert John Fowles egyetlen fiaként és idősebbik gyermekeként (nővére, Hazel tizenöt évvel később született). Apja ügyvédnek tanult – "ügyvédi irodában írnokoskodott és olvasott" -, de a családi vállalkozásban, az Allen & Wright dohányimportőr cégnél dolgozott, mivel apja, Reginald partner volt a cégben; Reginald halálakor Robertnek kellett vezetnie a céget, mivel a bátyja meghalt az ypres-i csatában, és apja második házasságából fiatal, eltartott féltestvérekről kellett gondoskodnia; Gladys John Richards drapéria kereskedő és felesége, Elizabeth lánya volt. Cornwallból jöttek Londonba, ahol John egy áruház vezető beszerzője lett, és lányuknak "kényelmes neveltetést biztosítottak Chelsea-ben", de az 1918-as spanyolnátha-járványt követő egészségesebb éghajlat miatt az essexi Westcliff-on-Sea-ba költöztek. Az első világháborúból rossz egészségi állapotban visszatérve, miután három évig a Honourable Artillery Company tisztjeként szolgált, Robert Fowles egy Westcliff-on-Sea-i teniszklubban találkozott leendő feleségével.

### Fiatalkora és tanulmányai

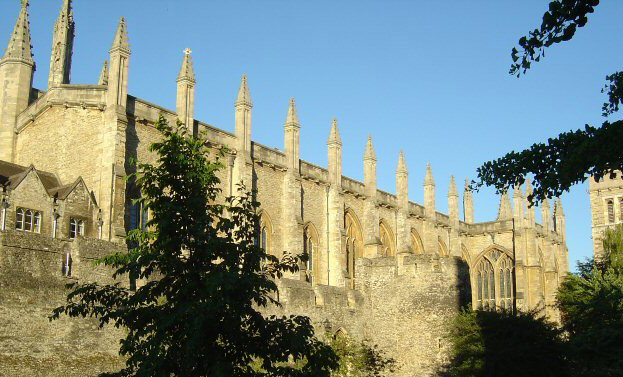
New College, Oxford, ahol Fowles egyetemre járt.

Fowles édesanyjával és a nála 18 évvel idősebb Peggy Fowles nevű unokatestvérével töltötte gyermekkorát. Az Alley Court Előkészítő Iskolába járt, ahol anyai nagybátyja és nagynénje tanárok voltak.
1939-ben Fowles-t felvették a Bedford School-ba, kétórás vonatútra otthonától északra. Bedfordban töltött ideje egybeesett a második világháborúval, 1944-ig volt a Bedford diákja. Diákvezető (Head Boy) lett, atlétikai- és rögbi-futball csapat tagja, valamint a krikettcsapat kapitánya és dobójátékos volt.
A Bedford School elvégzése után, Fowles beiratkozott az Edinburgh-i Egyetem tengerészeti rövid tanfolyamára, és felkészült a Királyi Tengerészgyalogságnál való szolgálatra. Kiképzését 1945. május 8-án fejezte be (a Győzelem napján), majd két évre a devoni Okehampton táborba helyezték.
Miután 1947-ben befejezte katonai szolgálatát, Fowles belépett az oxfordi New College-ba, ahol franciául és németül is tanult, bár a németet abbahagyta és a franciára koncentrált. Fowles politikai átalakuláson ment keresztül, mikor leszerelt, ezt írta: "Én... kezdtem utálni azt, amivé válok – a brit establishment fiatal reménysége. Ehelyett úgy döntöttem, hogy egyfajta anarchista leszek."
Fowles Oxfordban gondolt először az írói létre, különösen miután olyan egzisztencialistákat olvasott, mint Jean-Paul Sartre és Albert Camus. Azt is megjegyezte, hogy az akkori oxfordi légkör, ahol az "autenticitás" és a "szabadság" ilyen egzisztencialista elképzelései voltak hatással rá. Bár Fowles nem tekintette magát egzisztencialistának, osztotta azon érzésüket, hogy a világ abszurd.

### Tanári pálya
Fowles korai felnőtt életét tanárként töltötte. Oxford utáni első évét a Poitiers-i Egyetemen töltötte. Az év végén két ajánlatot kapott: az egyiket a winchesteri francia tanszéktől, a másikat "egy görögországi patkány iskolától"; Fowles így döntött: "Természetesen szembeszegültem a józan ész diktátumával, és elfogadtam a görög állást."
1951-ben Fowles angol tanár lett a peloponnészoszi Szpécesz szigeten található Anargyrios és Korgialenios Spetses iskolában. Ez egy kritikus időszakot nyitott életében, hiszen a szigeten ismerte meg leendő feleségét. Ottani élményei és érzései késztetésére ezt használta regénye, a The Magus (1966) színhelyéül. Fowles boldog volt Görögországban, különösen az iskolán kívül. Verseket írt, amelyeket később publikált, és közel került kivándorlótársaihoz. 1953-ban azonban Fowles-t és az iskola többi tanárát reformok bevezetése miatt elbocsátották és Fowles visszatért Angliába.
Spetses szigetén Fowlesnek viszonya lett Elizabeth Christyvel (született Whitton), aki akkoriban egy másik tanár, Roy Christy felesége volt. Ez a házasság már Fowles miatt ért véget. Ugyan egy időben tértek vissza Angliába, de már nem voltak egymás társaságában. Ebben az időszakban kezdte Fowles a Mágus írását.
Elszakadása Elizabethtől nem tartott sokáig. 1957. április 2-án összeházasodtak. Fowles mostohaapja lett Elizabeth első házasságából való lányának, Annának. Fowles közel tíz éven keresztül tanította az angolt idegen nyelvként más országok diákjainak a St. Godric's College-ban, a londoni Hampsteadben működő, leányiskolában.

## Irodalmi pályafutása

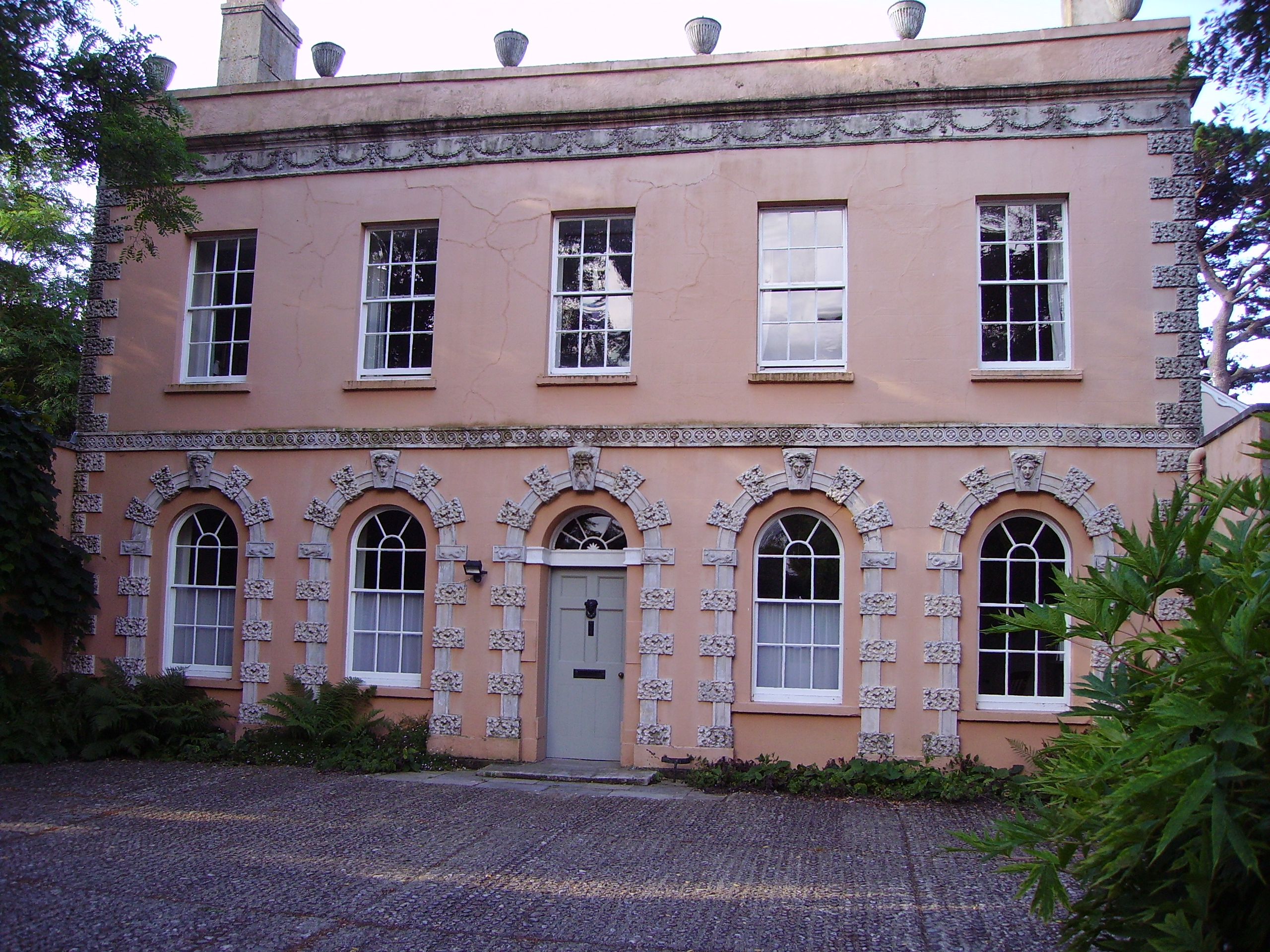
Belmont – Fowles otthona Lyme Regisben

1960 végén Fowles, bár már kidolgozta a The Magus-t, elkezdett dolgozni a The Collectoron. Egy hónap alatt elkészült a The Collector első vázlatával, de több mint egy évet töltött a felülvizsgálatokkal, mielőtt megmutatta volna ügynökének. Michael S. Howard, a Jonathan Cape kiadója lelkesedett a kéziratért. A könyvet 1963-ban adták ki, és amikor az év tavaszán a puhakötésű jogokat eladták, Howard szerint "valószínűleg ez volt a legmagasabb ár, amit eddig egy első regényért fizettek".
A The Collector sikere azt eredményezte, hogy Fowles abbahagyta a tanítást, és teljes munkaidőben az irodalmi karriernek szentelhette magát. A könyv filmes jogai opcionálisak voltak, és 1965-ben azonos című játékfilmet forgattak. Kiadója tanácsa ellenére Fowles ragaszkodott ahhoz, hogy második kiadott könyve a The Aristos legyen, amely filozófiai esszék nem fikciós gyűjteménye. Utána hozzálátott, hogy összeszedje az összes általa írt piszkozatot, amelyből a The Magus lesz.
1965-ben Fowles elhagyta Londont, és Underhillbe költözött, egy farmra a dorset-i Lyme Regis peremén. Az elszigetelt parasztház a tejüzem mintája lett a Fowles által írt A francia hadnagy szeretője (1969) című könyvben. 1968-ban Fowles feleségével a Lyme Regis-i Belmontba költözött, és A francia hadnagy szeretője című regénye egyes helyszíneit Belmontról mintázta. Ebben a regényben megalkotta az irodalomtörténet egyik legrejtélyesebb női karakterét. A nőiességről és a férfiasságról alkotott mítosza ebben a szövegben kifejtett felfogása pszichoanalitikusan megalapozott.
Ugyanebben az évben adaptálta a The Magus című filmet, amelyet 1968-ban mutatták be. A Mágus (1968) filmváltozatát általában szörnyűnek tartották; amikor Peter Sellers-t megkérdezték, hogy változtatna-e az életén, ha újra kezdhetné az egészet, tréfásan azt válaszolta: "Mindent pontosan ugyanúgy csinálnék, csak a The Magus-t nem nézném meg".
A francia hadnagy szeretője (1969) kritikai és népszerű sikert aratott. Több mint tíz nyelvre fordították le, és megalapozta Fowles nemzetközi hírnevét. 1981-ben játékfilmként adaptálták a neves brit drámaíró (és később Nobel-díjas) Harold Pinter forgatókönyvével, Meryl Streep és Jeremy Irons főszereplésével.
Fowles élete hátralévő részét Lyme Regisben élte le. The Ebony Tower (1974), Daniel Martin (1977), Mantissa (1982) és a The Maggot (1985) című művei mind a Belmont House-ból származnak. 1980-ban nagyon elismerő bevezetőt írt G.B. Edwards The Book of Ebenezer Le Page (Hamish Hamilton, 1981), a Guernseyben játszódó fiktív önéletrajzához: „Lehettek furcsább irodalmi események, mint az a könyv, amelyet most olvasni fog, de ezt inkább kétlem.”
Fowles-t a The Times brit lap az 50 legnagyobb brit író közé sorolta 1945 óta.
1998-ban a The New York Times Book Review idézte: „Ateistának lenni nem erkölcsi döntés kérdése, hanem emberi kötelezettség.”

## Novellák
Fowles élete során számos verset és novellát írt, amelyek többsége elveszett vagy megsemmisült. 1950 decemberében megírta a My Kingdom for a Corkscrew-t. A For A Casebook (1955) címűt különféle magazinok elutasították. 1970-ben megírta a The Last Chapter-t (Az utolsó fejezet).

## Közösségi élet
A közösséghez csatlakozva Fowles a Lyme Regis Múzeum kurátoraként dolgozott 1979 és 1988 között, de miután enyhe agyvérzést kapott, visszavonult. Időnként részt vett a helyi politikában, leveleket írt a The Timesnak. E részvétel ellenére általában visszahúzódónak számított.

## Magánélete
1990-ben első felesége, Elizabeth rákban halt meg, mindössze egy héttel a diagnózis felállítása után. Halála súlyosan érintette, és egy évig nem írt. 1998-ban Fowles feleségül vette második feleségét, Sarah Smith-t.
Fowles szívelégtelenségben halt meg 2005. november 5-én, 79 évesen az Axminster Kórházban, 5 mérföldre (8,0 km-re) Lyme Registől.
2008-ban Elena van Lieshout 120 szerelmes levelet és képeslapot tartalmazó sorozatot vitt aukcióra a Sotheby's-nál. A levelezés 1990-ben kezdődött, amikor Fowles 65 éves volt. Elena, egy fiatal walesi tisztelője és az oxfordi St. Hilda's College hallgatója felvette a kapcsolatot a visszahúzódó szerzővel és érzékeny, bár kiteljesedetlen kapcsolat alakult ki közöttük.

## Vita
Fowles 2005-ös halála után kiderült, hogy 1965 és 1990 között kiadatlan naplói rasszista és homofób kijelentéseket tartalmaztak, különös tekintettel a zsidókra.

## Művei
- (1963) The Collector
- (1964) The Aristos, esszék (ISBN 0-586-05377-8)
- (1965) The Magus (átdolgozva 1977)
- (1969) The French Lieutenant's Woman
- (1973) Poems by John Fowles
- (1974) The Ebony Tower
- (1974) Shipwreck
- (1977) Daniel Martin
- (1978) Islands
- (1979) The Tree
- (1980) The Enigma of Stonehenge
- (1982) A Short History of Lyme Regis
- (1982) Mantissa
- (1985) A Maggot
- (1985) Land (Fay Godwinnel(wd)[37] közösen)
- (1990) Lyme Regis Camera
- (1998) Wormholes – Essays and Occasional Writings
- (2003) The Journals – Volume 1
- (2006) The Journals – Volume 2

### Magyarul megjelent
- A lepkegyűjtő (The Collector) – Európa, Budapest, 1969 · fordította: Róna Ilona
- A rejtély – Rakéta Regényújság, Budapest, 1976 · fordította: Bányay Geyza
- A francia hadnagy szeretője (The French Lieutenant's Woman) – Árkádia, Budapest, 1983 · ISBN 9633070228 · ford.: Gy. Horváth László, versbetétek: Kiss Zsuzsa, utószó: Takács Ferenc
- Mantissza (Mantissa) – Magvető, Budapest, 1985 (Rakéta regénytár) · ISBN 9631404684 · fordította: Gera Judit
- A mágus (The Magus) – Európa, Budapest, 2001 · ISBN 9630770237 · fordította: Feig András
- Daniel Martin – Európa, Budapest, 2003 · ISBN 9630772949 · fordította: Feig András

### Megfilmesítések
- 1965: The Collector – rendező: William Wyler
- 1968: The Magus – Anthony Quinn, Michael Caine, Anna Karina, Candice Bergen
- 1974: The Last Chapter – (a szerző kiadatlan novellája alapján)
- 1980: The Enigma – (A The Ebony Tower azonos című története alapján)
- 1981: The French Lieutenant's Woman – rendező: Karel Reisz(wd)[38]; Meryl Streep, Jeremy Irons
- 1984: The Ebony Tower – Laurence Olivier, Greta Scacchi

## Fordítás
- Ez a szócikk részben vagy egészben  a   John ÍFowles című angol Wikipédia-szócikk fordításán alapul.  Az eredeti cikk szerkesztőit annak laptörténete sorolja fel. Ez a jelzés csupán a megfogalmazás eredetét és a szerzői jogokat jelzi, nem szolgál a cikkben szereplő információk forrásmegjelöléseként.